# 傑赫佳爾卡 (波皮利尼亞區)
49°58′38″N 29°41′43″E / 49.97722°N 29.69528°E
傑赫佳爾卡（烏克蘭語：Дехтярка）是烏克蘭北部的村莊，隸屬日托米爾州的日托米爾區。該村始建於1960年，面積0.32平方公里，海拔高度203米，2001年人口21，人口密度每平方公里65.22人。